# Mozog István
Mozog István, Kurecska (Abaújdevecser, 1853. június 21. – Fiume, 1934. február) állami főgimnáziumi tanár, a fiumei magyar királyi állami főgimnázium igazgatója.

## Életpályája
Kurecska Károly és Breiner Mária nevelőintézet-tulajdonos szülők fia. A főgimnáziumot Eperjesen végezte, felsőbb tanulmányait a pesti egyetemen folytatta. Az ó-klasszikai nyelvekből szerzett tanári, illetve 1879-ben tornatanári oklevelet. Egyetemi tanulmányainak végeztével Budapesten, majd Gmundenben (Felső-Ausztria) nevelősködött. Előbb a sátoraljaújhelyi katolikus nagygimnáziumban volt három évig helyettes tanár, azután egy évig Budapesten volt tornatanár. 1882-ben hívták meg (ekkor Kurecska nevét Mozogra változtatta) a fiumei állami főgimnáziumhoz tornatanárnak. 1883-ban kapta meg kinevezését ugyanazon intézetbe a klasszika-filológiai tanszékre. Az ottani sportegylet alelnöke, a magyar turista egylet fiumei autonóm osztály-tornamestere volt. 1893-tól Budapesten, 1907-től Fiumében tanított. 1918-ban királyi tanácsosi címet adományozott számára a király. A koronás arany érdemkereszt tulajdonosa, az Országos Középiskolai Tanáregyesület tagja, a Fiumei Tanári Kör elnöke, Fiumeváros tanácsának tagja volt.
A Magyar Tengerpart munkatársa volt. Cikke a Magyarország Vármegyéi, Fiume és a Magyar Tengerpart (Budapest, 1897) c. munkában: Fiume kerti és erdőgazdasága; a Vadász-Lapban (1893: Fiume vadászati viszonyai). Írt még cikkeket a Tűzoltó Közlönybe, a Tornaügybe és a fiumei magyar és olasz lapokba.